# Coccothrinax pumila
Coccothrinax pumila är en enhjärtbladig växtart som beskrevs av Attila L. Borhidi och J.A.Hern. Coccothrinax pumila ingår i släktet Coccothrinax och familjen Arecaceae.
Artens utbredningsområde är Kuba. Inga underarter finns listade i Catalogue of Life.